# Getto w Łachwie
Getto w Łachwie – utworzone 1 kwietnia 1942 przez władze nazistowskich Niemiec w czasie II wojny światowej getto we wsi Łachwa, znajdującej się na terenie okupowanej Polski (obecnie Łachwa, Białoruś), w celu prześladowania, zastraszania i eksploatacji lokalnej ludności żydowskiej. Getto istniało jedynie do września 1942. Było to miejsce jednego z wczesnych, a być może pierwszego żydowskiego powstania po niemiecko-sowieckiej inwazji na Polskę w 1939 r.

## Utworzenie getta

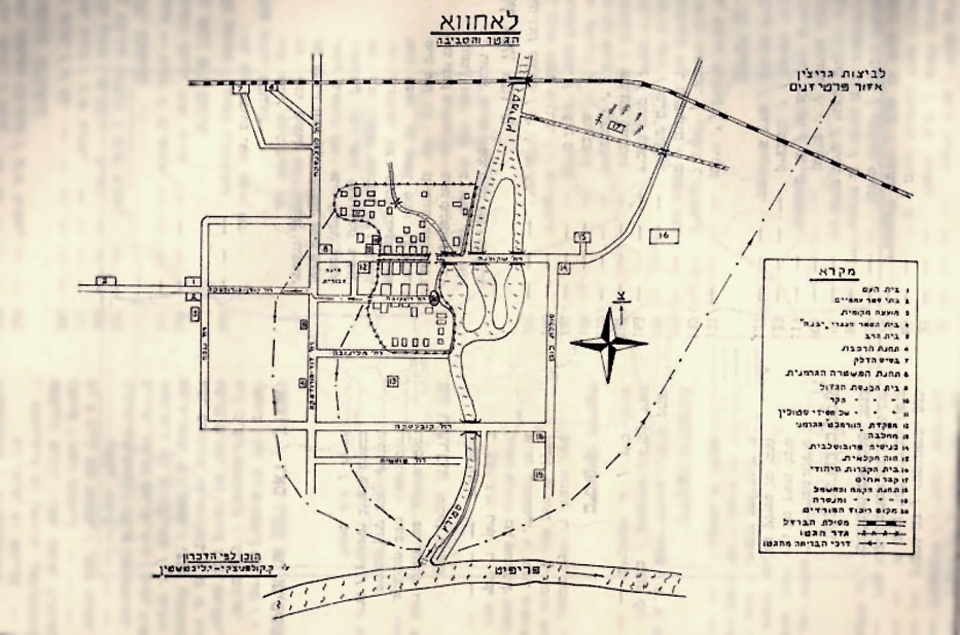
Plan getta w Łachwie

Niemiecka armia wkroczyła na okupowane przez ZSRR polskie ziemie kresowe 22 czerwca 1941, w ramach operacji Barbarossa. Dwa tygodnie po rozpoczęciu inwazji, tj. 8 lipca 1941, Niemcy opanowali wieś Łachwa leżącą w przedwojennym województwie poleskim. 1 kwietnia 1942 na teren utworzonego w Łachwie getta sprowadzono ponad 2 tys. Żydów – mieszkańców wsi oraz osoby pochodzące z okolicznych miejscowości. Zostali oni stłoczeni w 45 domach otoczonych drutem kolczastym, a następnie byli wykorzystywani do prac przymusowych na rzecz okupanta. Na terenie getta utworzony został Judenrat (Rada Żydowska). Na jego czele stanął były przywódca syjonistyczny, Berl Łopatin.

## Narodziny ruchu oporu

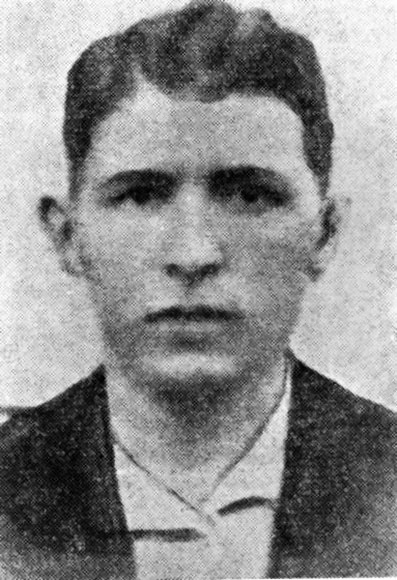
Icchak Rochczyn, dowódca powstania w Łachwie

Wkrótce do Łachwy zaczęły docierać wieści o masowych mordach ludności żydowskiej w regionie, co skłoniło żydowską młodzież do podjęcia decyzji o utworzeniu gotowego do walki ruchu oporu. Na jego czele stanął przedwojenny działacz Betaru, Icchak Rochczyn. Przy współpracy z Radą Żydowską konspiratorom udało się zebrać siekiery, noże, stalowe pręty, które miały posłużyć jako broń w razie podjęcia walki. Niepowodzeniem zakończyły się natomiast próby zdobycia broni palnej.

## Powstanie i masakra ludności
W sierpniu 1942 do Łachwy dotarła informacja o wymordowaniu ludności żydowskiej w Łunińcu i Mikaszewiczach. 2 września mieszkańcy getta dowiedzieli się, iż okoliczni chłopi na polecenie Niemców kopią głębokie doły na obrzeżach miasta. Dzień później, wczesnym rankiem teren getta został otoczony przez oddziały niemieckie w liczbie 150 członków Einsatzgruppe oraz policję białoruską w liczbie 200 osób. Łopatin, prezes Judenratu, został poinformowany przez Niemców o rozpoczęciu akcji likwidacyjnej oraz otrzymał propozycję uratowania siebie i 30 wskazanych przez siebie osób, jeśli zgodzi się na współpracę przy akcji. Informację tę przekazał bojowcom, którzy postanowili podjąć walkę.
Kiedy Niemcy i Białorusini wkroczyli do getta Łopatin podłożył ogień pod siedzibę Judenratu, co miało być sygnałem do rozpoczęcia powstania. Podpalone zostały także inne budynki. Członkowie ruchu oporu zaatakowali żołnierzy przy użyciu siekier, noży, pałek, koktajli Mołotowa, a także gołych rąk. Szacuje się, że w wyniku walki oraz pożarów zginęło 650 Żydów. Kolejnych pięciuset Niemcy schwytali i rozstrzelali nad wykopaną wcześniej transzeją, znajdującą się w pobliżu żydowskiego cmentarza. Około 800 osobom udało się zbiec w stronę rzeki Prypeci, jednak większość z nich została schwytana bezpośrednio przez Niemców bądź wydana im przez kolaborantów. Dowódca powstania, Icchak Rochczyn, został zastrzelony, po tym jak wskoczył do rzeki Śmierć, zabijając wcześniej jednego z żołnierzy niemieckich siekierą. Z rąk bojowców zginąć miało 6 żołnierzy niemieckich oraz 8 policjantów białoruskich.  
Berlowi Łopatinowi udało się zbiec przed niemieckim pościgiem. Przyłączył się do sowieckiej partyzantki. W jej szeregach walczył do 21 stycznia 1944, kiedy to zginął na minie. Źródła podają, że wojnę przetrwało 90 żydowskich mieszkańców Łachwy.